# Comuna Șîbalîn, Berejanî
Șîbalîn (în ucraineană Шибалин) este o comună în raionul Berejanî, regiunea Ternopil, Ucraina, formată din satele Komarivka și Șîbalîn (reședința).

## Demografie
Componența lingvistică a comunei Șîbalîn
     Ucraineană (99,87%)
     Alte limbi (0,06%)
Conform recensământului din 2001, majoritatea populației comunei Șîbalîn era vorbitoare de ucraineană (99,87%), existând în minoritate și vorbitori de alte limbi.